# Fatmir Meka
Fatmir Ali Meka (Kukës, 28 novembre 1932 – 1984) è stato un cestista albanese.

## Carriera
Con l'Albania ha disputato i  Campionati europei del 1957.